# セバスティアン・クリストフォロ
セバスティアン・カルロス・クリストフォロ・ペペ（スペイン語: Sebastián Carlos Cristóforo Pepe, 1993年8月23日 - ）は、ウルグアイ・モンテビデオ出身のサッカー選手。FCカルタヘナ所属。ポジションはミッドフィールダー。

## 経歴

### クラブ
ウルグアイのCAペニャロールのユースチームでキャリアをスタートさせ、2011年にトップチーム昇格した。5月11日、セントラル・エスパニョールFC戦でプロデビューを果たした。
2013年8月11日、セビージャFCに5年契約で移籍した。10月14日、FCバルセロナ戦でリーガ・エスパニョーラデビューを果たした。
2016年8月27日にACFフィオレンティーナに期限付きのローン移籍することが同クラブ公式サイトにより発表された。その後完全移籍が成立したものの、レギュラー定着まてには至らず、2018-19シーズンにはヘタフェCFへのローン移籍も経験。2020年1月11日にはSDエイバルへのローン移籍が決まった。
2020年10月5日、ジローナFCと1年契約を結んだ。
2022年1月15日、FCカルタヘナと半年の短期契約で移籍した。

### 代表
ウルグアイ代表として2013 FIFA U-20ワールドカップに出場し、準優勝に貢献した。

## タイトル
セビージャFC
- UEFAヨーロッパリーグ : 2013-14, 2014-15, 2015-16